# 꽃들의 집
《꽃들의 집》(스페인어: La casa de las flores)는 멕시코의 텔레비전 드라마이다.